# Respeto. No al racismo

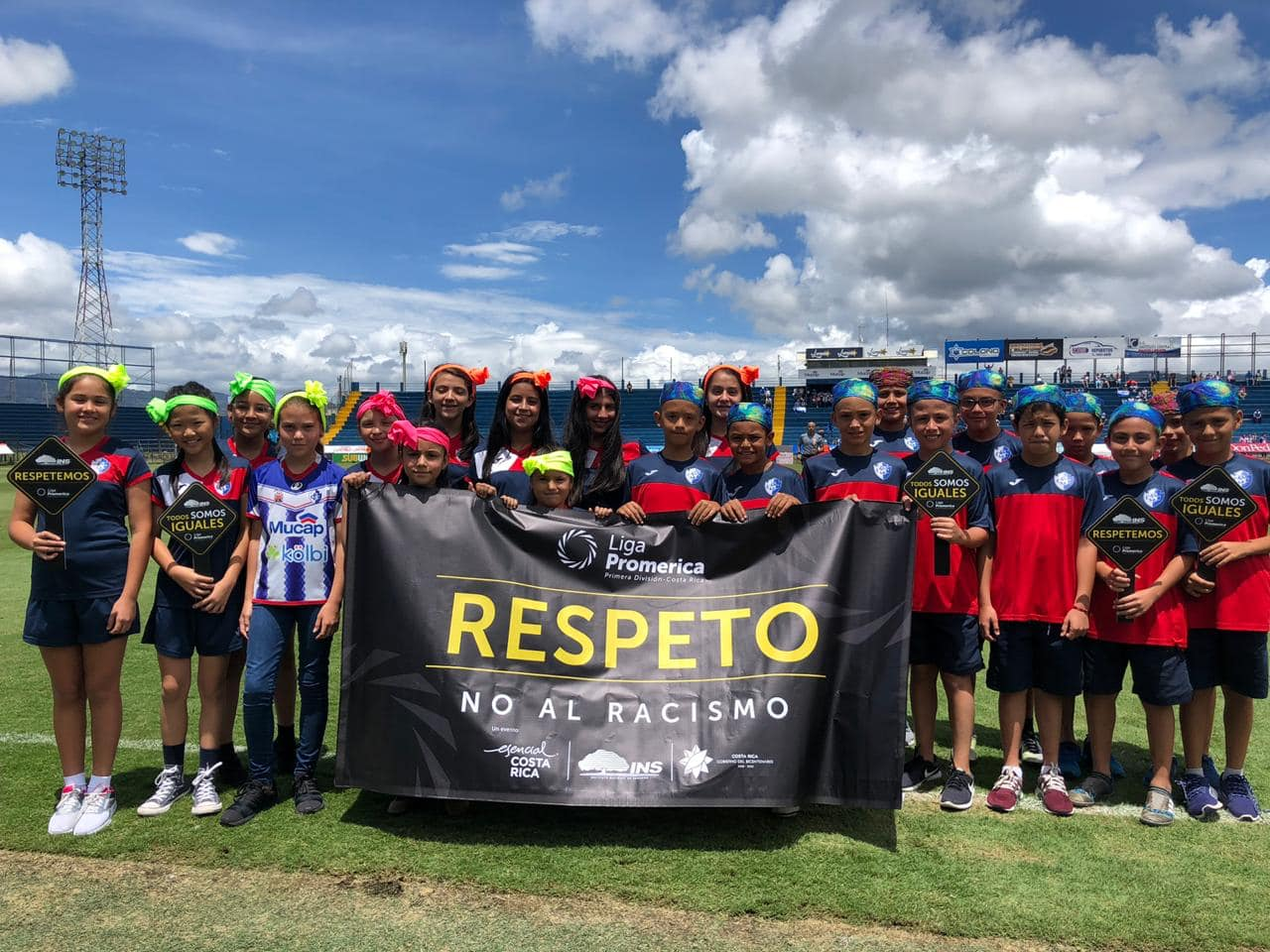
Niños y niñas levantando el letrero de «Respeto. No al racismo» en el Estadio Fello Meza, en Cartago.

«Respeto. No al racismo» es una campaña antirracista, antidiscriminación y de fomento de la tolerancia en los eventos deportivos de Costa Rica, particularmente en los partidos de fútbol de la Primera División, con el propósito de fomentar la integración de valores en los entornos deportivos, destacando principalmente el respeto.
Fue inicialmente promovida en 2014 por la oficina en la Asamblea Legislativa de la entonces diputada Epsy Campbell Bar, junto con la Asociación para el Desarrollo de las Mujeres Negras Costarricenses (Centro de Mujeres Afro),  contando también con la participación activa de la Unión de Clubes de Fútbol de la Primera División Costa Rica (UNAFUT).

## Contexto

### Racismo en el fútbol profesional
El racismo en el fútbol profesional es el abuso verbal o gestual de jugadores, oficiales y aficionados debido al color de piel, nacionalidad u origen étnico de alguna persona asociada a dicho deporte. Algunos también pueden ser atacados debido a su afición con un equipo contrario. Sin embargo, ha habido casos de personas que han sido atacadas por sus propios fanáticos.
El racismo en el fútbol ha sido más estudiado en la Unión Europea y Rusia, aunque se han informado incidentes racistas en otras partes del mundo. En respuesta a estos hechos en los partidos de fútbol, en mayo de 2013, la FIFA, el organismo rector internacional del fútbol profesional, anunció nuevas medidas para hacer frente al racismo en este deporte.

### En Costa Rica
El racismo en Costa Rica es un fenómeno social de discriminación racial o étnica por parte de un segmento poblacional hacia grupos étnicos minoritarios o inmigrantes. Sus orígenes se remontan, al igual que en otros países de América Latina, a la época colonial, donde existieron diversos procesos de exterminio, esclavitud o mestizaje con los pobladores nativos. Étnicamente la nación se compone —según los datos del censo del 2011 realizado por el Instituto Nacional de Estadística y Censos— por una amplia mayoría blanca/mestiza (83.63% de la población), por lo que muchos costarricenses sienten en el imaginario popular que su país es un «enclave europeo» en una Centroamérica indígena, mestiza; y comparten el sentimiento aislacionista que ha sido tradicional en la política exterior de sus gobiernos.
La Asamblea Legislativa de Costa Rica promulgó en el año 2020 con la firma del presidente Carlos Alvarado Quesada la Ley 9878 Contra la Violencia y el Racismo en el Deporte que había sido presentada en 2016 por el diputado Fabricio Alvarado Muñoz con el apoyo de once congresistas más.

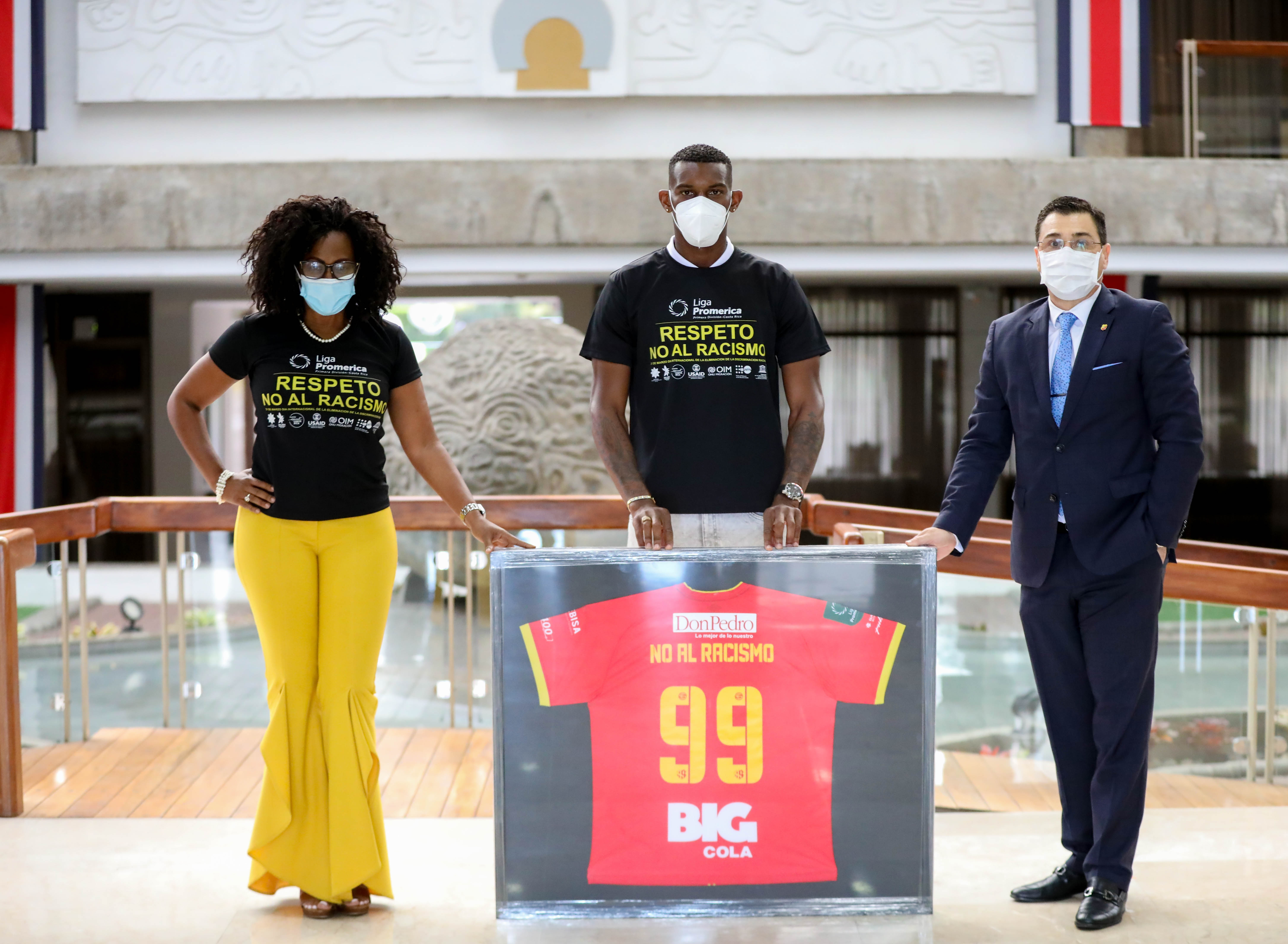
El jugador Keyner Brown del Club Sport Herediano cambió el nombre en su camiseta y colocó la frase «No al racismo».

Dicha ley estableció un sistema integral de educación, prevención y sanción para abordar incidentes de violencia, racismo o cualquier forma de discriminación en eventos deportivos oficiales y de competición sin distinción de categorías, y ordenó llevar un registro sistematizado de tales incidentes mediante la ampliación de la Comisión Nacional de Seguridad y el Sistema de Información para la Seguridad en Eventos Deportivos (SISED), sirviendo este último como herramienta de consulta, control, prevención y reacción contra actos de violencia, racismo o discriminación en el ámbito deportivo. La legislación es aplicable a mayores de edad, tres horas antes, durante y tres horas después de un evento deportivo y establece sanciones que incluyen la inhabilitación definitiva para ocupar cargos en entidades deportivas, la pérdida de la condición de socio, sanciones económicas y campañas educativas.

## Campaña

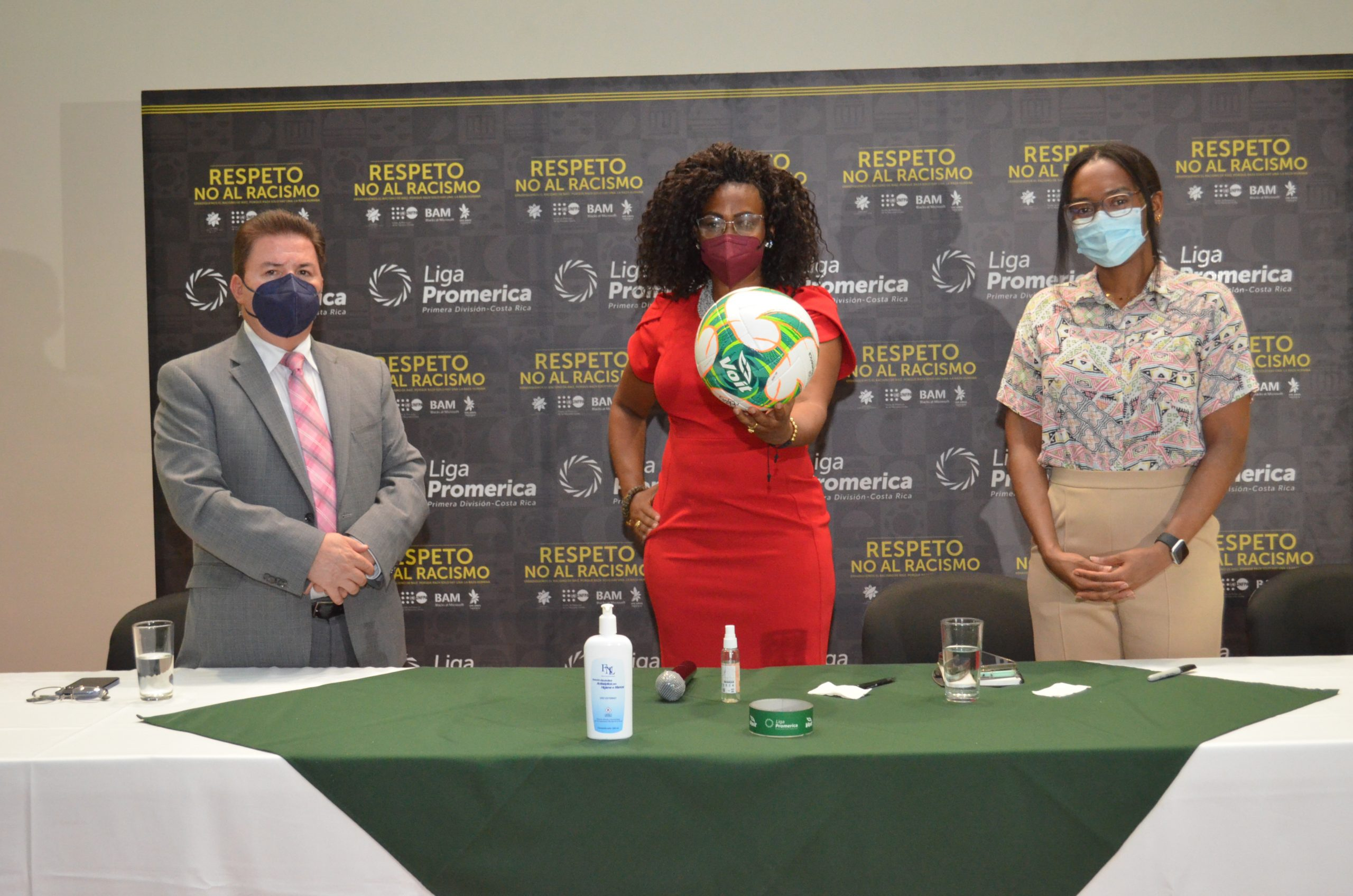
Presentación de la campaña «Respeto. No al racismo» a cargo de la Epsy Campbell, vicepresidencia de Costa Rica, en conjunto con el Ministerio de Deportes, la Embajada de Canadá, el Fondo de Población de las Naciones Unidas (UNFPA), Blacks at Microsoft (BAM) y la Unión de Clubes de Fútbol de Primera División (UNAFUT), en una actividad realizada en el Museo del Jade.

La iniciativa se inspiró en la campaña Respeto lanzada por la UEFA durante el torneo de la Eurocopa 2008 en Austria y Suiza con el propósito de fomentar el respeto en el fútbol. Dicha campaña tiene como meta promover el respeto hacia jugadores, entrenadores, árbitros, aficionados y la diversidad en general, y a lo largo de los años ha centrado sus esfuerzos en combatir la discriminación racial y fomentar la inclusión en el ámbito futbolístico.
La campaña costarricense emplea estrategias como la educación, la sensibilización, el trabajo en red, la colaboración, la comunicación y la legislación para combatir la discriminación y fomentar la inclusión en el fútbol. Asimismo busca concienciar a jugadores, entrenadores y aficionados sobre la contribución de las personas africanas y afrodescendientes al fútbol y la sociedad en general con el objetivo de erradicar la discriminación racial en el deporte, promoviendo la diversidad y la inclusión.
A lo largo de sus ocho ediciones consecutivas en el marco de la conmemoración del Día de la Persona Negra y la Cultura Afrocostarricense, así como el Día Internacional de los Afrodescendientes, los protagonistas de los doce clubes de la Primera División de Fútbol de Costa Rica muestran su respaldo a la campaña nacional portando camisetas alusivas, así como con la exhibición de mantas y mensajes promovidos por sus respectivos capitanes. La iniciativa se fundamenta en la Declaración y Programa de Acción de Durban, así como en el Decenio Internacional para los Afrodescendientes. Esos documentos establecen el compromiso de los Estados en la lucha contra el racismo, la discriminación racial, la xenofobia y formas relacionadas de intolerancia a nivel nacional, regional e internacional. Además, la campaña exhorta a los Estados a colaborar con organizaciones intergubernamentales, el Comité Olímpico Internacional y federaciones deportivas internacionales y regionales para intensificar los esfuerzos contra el racismo en el ámbito deportivo.
La campaña ha realizado alianzas con el sector público y privado, así como organizaciones de la sociedad civil y organismos de cooperación internacional como el Fondo de Población de las Naciones Unidas (UNFPA), Blacks at Microsoft (BAM), la Organización de las Naciones Unidas para la Educación, la Ciencia y la Cultura (UNESCO), la Organización Internacional para las Migraciones (OIM) y la Agencia de los Estados Unidos para el Desarrollo Internacional (USAID).
Paralelo a la campaña se implementaron medidas disciplinarias en casos de conductas racistas a través de la UNAFUT y se ha prestado apoyo a las víctimas de tales actos.